# 芳井敬一
芳井 敬一（よしい けいいち、1958年〈昭和33年〉5月27日 - ）は、日本の実業家。大和ハウス工業代表取締役会長兼CEO、日中建築住宅産業協議会会長。
大和ハウス工業代表取締役社長、プレハブ建築協会会長を歴任した。

## 略歴
大阪府出身。大阪府立大和川高等学校（現在の大阪府教育センター附属高等学校）を経て、中央大学文学部哲学科卒業。高校時代は、ラグビーの大阪市代表チームのキャプテンを務め、中央大学ラグビー部でも活躍、同大学を卒業後、神戸製鋼ラグビー部に入部。
神戸製鋼所 グループの神鋼海運（現在の神鋼物流）を経て、1990年（平成2年）に大和ハウス工業入社。神戸建築営業所長をはじめ、姫路支店長、金沢支店長を経験した後、執行役員 海外事業部副事業部長となる。
その後、取締役上席執行役員 海外事業部長、取締役常務執行役員 東京本店長、取締役専務執行役員 営業本部長などを歴任し、健康上の理由で退任した大野直竹の後任として2017年11月1日付で代表取締役社長COOに就任。2019年（令和元年）6月より現職。2022年6月20日、大阪商工会議所の副会頭に内定。2025年4月1日、代表取締役会長CEOに就任。

## 人物

### ロボット、AIで「現場を無人化」
人手不足が深刻化している建設業界について、「住宅施工現場の無人化プロジェクトを開始しており、相当なコストをかけて進める」方針。すでに若手社員らから約3000のアイデアが集まっており、具体的には「ロボットや人工知能（AI）、顔認識技術などを活用して実現を目指す」方針で、施工現場の作業も「8割程度の無人化が可能だと思う」という
休日の過ごし方について、絵画鑑賞と観劇を楽しむ。俳優の古田新太のファンで、「劇団☆新感線の『髑髏城の七人』は花鳥風月、全部観ました」。
2018年からプレハブ建築協会会長、2020年日中建築住宅産業協議会の会長も務めている。